# Józef Kannenberg
Józef Kannenberg (ur. 24 sierpnia 1862, zm. 8 kwietnia 1925) – polski nauczyciel.

## Życiorys
Urodził się 24 sierpnia 1862. W 1880 ukończył naukę w C. K. Gimnazjum w Brodach. Został absolwentem studiów na Wydziale Filozoficznym Uniwersytetu Lwowskiego. Uzyskał stopień doktora.
Pracę nauczycielską podjął w 1885. Na początku pracował w Zakładzie Naukowo-Wychowawczym Ojców Jezuitów w Chyrowie. Potem jako nauczyciel gimnazjalny pracował w Stryju i w Gimnazjum św. Jacka w Krakowie. Od 1905 był dyrektorem C. K. Gimnazjum w Bochni. Z tego stanowiska 29 sierpnia 1906 został mianowany dyrektorem Wyższej Szkoły Handlowej w Krakowie i jednocześnie otrzymał urlop na rok 1906/1907. W szkole uczył języka niemieckiego, języka polskiego. Stanowisko sprawował w charakterze prowizorycznego kierownika. W 1908 szkołę przemianowano na Akademię Handlową. Jednocześnie w 1908 otrzymał stabilizację na stanowisku dyrektora i został przyjęty na etat państwowy w C. K. Ministerstwie Oświaty, mimo że szkoła pozostawała nieupaństwowiona. Przed 1915 otrzymał tytuł c. k. radcy rządu. Dyrektorem AH pozostawał także po odzyskaniu niepodległości przez Polskę. Od 1919 przygotowywał programy naukowe nowej uczelni.
Zmarł 8 kwietnia 1925. Został pochowany w grobowcu rodzinnym na cmentarzu Rakowickim w Krakowie.